# 東野圭吾ミステリーズ
『東野圭吾ミステリーズ』（ひがしのけいごミステリーズ）は、2012年7月5日から9月20日まで毎週木曜日22時 - 22時54分に、フジテレビ系「木曜劇場」枠で放送されたオムニバス形式のテレビドラマ。全11話。

## 概要
東野圭吾が発表してきた光文社文庫から刊行された3作の短編集『犯人のいない殺人の夜』『怪しい人びと』『あの頃の誰か』の中から厳選された11作品を原作に、シリアス、ホラー、コメディーといった様々なジャンルのストーリーを描くオムニバス形式のミステリードラマ。各回、豪華な俳優・女優が主演を担当している。
ナビゲーターは何者かによって殺された編集長・倉敷に扮する中井貴一が担当しており、毎回ドラマ冒頭と終わりに挿入されているナビゲーターパートは、幽霊となった倉敷の視点で、彼がなぜ殺されたのかが明かされる連続性のあるストーリーが展開される。

## ナビゲーションパート
2012年8月10日の正午より、5話までの放送分を約8分の本編として構成された特別編がYouTubeで公開された。
キャスト
- 倉敷（ミステリー雑誌「月刊ホワイダニット」編集長） - 中井貴一
- 宮崎（「月刊ホワイダニット」副編集長） - 相島一之（第7 - 最終話）
- 千佳（倉敷の部下で不倫相手・第一発見者） - 金澤ゆかり
- 園田（倉敷の部下） - 西本竜樹
- 刑事 - 前田剛（第2 - 最終話）
- 刑事（警部） - 螢雪次朗（第3 - 最終話）
- 三沢（掃除士） - 橘ゆかり（第4 - 最終話）
- 美雪（倉敷の妻） - 仁藤優子（第5 - 最終話）
- 円城寺 種彦（ミステリー作家） - 小島康志（第6 - 最終話）
- 美里（倉敷の娘） - 尾高杏奈（第7 - 最終話）

スタッフ
- 脚本 - 森ハヤシ
- 演出 - 鈴木雅之
- 音楽 - 住友紀人
- 演出補 - 守下敏行、黒田健介
- 音響効果 - 谷川義春、壁谷貴弘
- 特殊効果 - 田村憲行
- VFX・CG - 小林一博
- タイトルバック - 尾形竜太
- プロデュース補 - 阿部良太

### あらすじ
月刊ホワイダニット編集長の倉敷は、編集長室で好物のオムライスを食べた後、突然毒物による中毒で死亡する。倉敷は幽霊となって自分の死体を眺め、誰が自分を殺したのかを、ミステリーマニアらしいうんちくを交え、視聴者に向かって問いかけながら物語は進んでゆく。
第一発見者となった不倫相手の部下・千佳と、倉敷が使い込みを指摘した男性部下・園田は、現状に驚き警察を呼ぶ。現場入りした警察関係者たちは倉敷が書いた覚えのない遺書と、薬瓶に入った毒物を発見したことから自殺ではないかと考える。
倉敷を恨んでいそうな掃除婦の三沢、倉敷の妻である美雪、倉敷に連載終了を伝えられたスランプ気味のミステリー作家の円城寺、次期編集長の座を狙っているらしい副編集長・宮崎 ……といった怪しい人物が次々現れる。さらには倉敷の娘・美里までが現れ、「何にでもケチャップを入れるのが生理的に無理」という理由で娘が自分を嫌っていたことを知った倉敷は絶望する。
警察以外の全ての関係者が怪しい中、結局、倉敷の死は「自殺の疑いが濃厚」と判断されるが、幽霊である倉敷は何の手出しもできない。しかし、警察により彼の遺体が現場から運び出されようというとき、倉敷が追加注文していた餃子が出前で運ばれてくる。死のうとする人間が出前を追加するわけがないため、これで自殺の判断が覆されると倉敷は喜ぶが、副編集長が「自分の注文だ」といってその場をごまかしてしまう。
落胆する倉敷だったが、そこに出前持ちが再び現れて、倉敷だけがいつも餃子にかけていたケチャップの追加注文分を持ってきたため、関係者たちはうろたえ、刑事は事件を再び洗い直そうと一同に声をかける。その様子に倉敷はほくそ笑み、満足げにこう言うのだった。
「これこれ、やっぱミステリーはこうでなくっちゃ」

## 各話
各話のストーリーについては、リンク先の原作小説のページの「あらすじ」を参照のこと。

### さよならコーチ
原作 - 「さよならコーチ」（『犯人のいない殺人の夜』収録）
キャスト
- 石上 純一（「水木エレクトロニクス」アーチェリー部コーチ） - 唐沢寿明
- 望月 直美（「水木エレクトロニクス」アーチェリー部部員） - 田中麗奈
- 石上 陽子（純一の妻） - 戸田菜穂
- 夏目 秀夫 - 清水伸
- 鈴木 和真（「神奈川県警北神奈川署」刑事課警部） - 西岡德馬

スタッフ
- 脚本 - 坂口理子、高橋幹子
- 演出 - 河毛俊作
- 演出補 - 村尾嘉昭
- ミュージックエディター - 小西義行
- 音響効果 - 丹愛
- 特殊効果 - 田村憲行
- VFX - 諸星勲、堀尾知徳
- 警察監修 - 倉科孝靖（チーム五社）
- 法医学監修 - 高木徹也（杏林大学医学部法医学教室准教授）
- アーチェリー監修 - 米田実
- アーチェリー指導 - 小杉理加
- 擬斗 - 釼持誠
- ラインプロデュース - 多治見薫
- プロデュース - 小池秀樹

### 犯人のいない殺人の夜
原作 - 「犯人のいない殺人の夜」（『犯人のいない殺人の夜』収録）
キャスト
- 佐藤 拓也（家庭教師） - 坂口憲二
- 岸田 創介（建築士） - 白井晃
- 岸田 時枝（創介の後妻） - 雛形あきこ
- 岸田 正樹（創介の長男） - 八神蓮
- 岸田 隆夫（創介の次男） - 吉田憲祐
- 河合 雅美（拓也の恋人） - 関めぐみ
- 八木 由紀子（拓也の婚約者） - 八木のぞみ
- 安藤 和夫（由紀子の兄） - 柳憂怜
- 小田（高野刑事の部下） - 奥田達士
- 高野（「警視庁秋川警察署」刑事課刑事） - 中原丈雄

スタッフ
- 脚本 - ひかわかよ
- 演出 - 澤田鎌作
- 演出補 - 守下敏行
- 選曲 - 藤村義孝
- 音響効果 - 猪俣康史
- 特殊効果 - 田村憲行
- VFX - 諸星勲、堀尾知徳
- 警察監修 - 倉科孝靖（チーム五社）
- 法医学監修 - 高木徹也（杏林大学医学部法医学教室准教授）
- 擬斗 - 釼持誠
- ラインプロデュース - 多治見薫
- プロデュース - 小池秀樹

### エンドレス・ナイト
原作 - 「エンドレス・ナイト」（『犯人のいない殺人の夜』収録）
キャスト
- 田村 厚子（洋裁学校講師・洋一の妻） - 松下奈緒（幼少期：荒田悠良）
- 番場 十三（「大阪府警難波警察署」刑事課刑事） - 大杉漣
- 田村 洋一（浪速区アパレル会社経営者） - 田中幸太朗
- 平林 真治（番場刑事の相棒） - 岡本拓朗
- 丸山（刑事課長） - 蟷螂襲
- 大木こだま・ひびき　ほか

スタッフ
- 脚本 - 田辺満
- 演出 - 河野圭太（共同テレビ）
- 演出補 - 池辺安智
- 選曲 - 志田博英
- 音響効果 - 本郷俊介
- 劇中写真 - GFプロ
- CG - 鈴木鉄平
- シリーズ企画プロデュース - 小池秀樹
- ラインプロデュース - 多治見薫
- アソシエイトプロデュース - 古賀敏仁（東通企画）
- 大阪ロケ協力 - 東通企画
- プロデュース補 - 上久保友貴
- プロデュース - 小椋久雄（共同テレビ）
- 制作協力 - 共同テレビ

### レイコと玲子
原作 - 「レイコと玲子」（『あの頃の誰か』収録）
キャスト
- 浅野 葉子（弁護士） - 観月ありさ（幼少期：福田美姫）
- 山下 玲子（記憶を亡くした少女） - 大野いと
- 今西（「警視庁東品川警察署」刑事課警部補） - 平田満
- 藤川 真一（心理カウンセラー） - 吉田栄作
- 市原 早苗（玲子の隣人） - 中村ゆり
- 前村 加津子（哲也の妻） - 浅見れいな
- 福沢 浩司（学習塾事務員） - 山中聡
- 阿藤（今西警部補の部下） - 荒木宏文
- 前村 哲也（会社役員） - 川井つと

スタッフ
- 脚本 - 川村泰祐、山本健介
- 脚本協力 - 鎌田哲生
- 演出 - 川村泰祐
- 音楽 - 吉川清之
- 音楽エディター - 佐藤啓
- 助監督 - 足立公良
- 監督助手 - 中山権正、伊藤英輔
- 音響効果 - 伊藤瑞樹
- 視覚効果 - 松本肇
- CG - 堀尾知徳
- タイトル - 竹内秀樹
- スタントコーディネーター - 川澄朋章
- スタントコーディネーターアシスタント - 稲留正樹
- 取材協力 - 柴山雅俊（東京女子大学現代教養学部人間科学科心理学専攻教授）
- 技術協力 - 池田屋
- スタジオ - 東宝スタジオ
- シリーズ企画プロデュース - 小池秀樹
- ラインプロデュース - 多治見薫、田口聖（シネバザール）
- プロデューサーアシスタント - 副島義樹、黒滝佳奈子
- プロデュース - 和田倉和利、福島聡司（シネバザール）
- 制作協力 - シネバザール

### 甘いはずなのに
原作 - 「甘いはずなのに」（『怪しい人びと』収録）
キャスト
- 中川 伸彦（一人娘を亡くした父親） - 反町隆史
- 中川 尚美（伸彦の再婚者） - 加藤あい
- 藤村 重雄（伸彦が新婚旅行先で知り合う男性） - 北見敏之
- 藤村 照恵（重雄の妻） - 大塚良重
- 中川 宏子（伸彦の娘） - 信太真妃
- 志水季里子、五辻真吾、兎本有紀、五刀剛　ほか

スタッフ
- 脚本 - 坂口理子
- 演出 - 小林義則（共同テレビ）
- 演出補 - 根本和政
- 音響効果 - 近藤隆史
- CG - 豊直康
- ロケ協力 - 沖縄フィルムオフィス、沖縄ロケサポーターズ、恩納村役場　ほか
- 技術協力 - バスク
- 照明協力 - 光影舎
- 美術協力 - フジアール
- 装飾 - テレフィット
- シリーズ企画プロデュース - 小池秀樹
- ラインプロデュース - 多治見薫
- プロデュース補 - 羽鳥秋乃
- プロデュース - 小椋久雄（共同テレビ）
- 制作協力 - 共同テレビ

### シャレードがいっぱい
原作 - 「シャレードがいっぱい」（『あの頃の誰か』収録）
キャスト
- 青山 弥生（書道教室の先生） - 長澤まさみ
- 尾藤 茂久 / 秋山 祐一（探偵・北沢の友人と名乗る男性） - 安藤政信
- 中瀬 弘恵（公次郎の長女） - 池脇千鶴
- 畠山 清美（公次郎の隠し子） - マイコ
- 中瀬 雅之（公次郎の長男） - テイ龍進
- 中瀬 公次郎（「中瀬興産」社長・弥生の生徒） - 志賀廣太郎
- 森本警部補 - 森下能幸
- 若宮刑事 - 森岡龍
- 北沢 孝典（弥生の元彼） - 妻夫木聡

スタッフ
- 脚本 - 鎌田哲生、石井克人、山本健介
- 演出 - 石井克人
- 音楽 - 櫻井映子
- 音楽プロデューサー - 緑川徹
- 助監督 - 土屋哲彦、畑井雄介、國領正行
- 美術 / タイトルデザイン - 都築雄二
- スクリプター - 木図木綿子
- アクション監督 - 小池達朗
- スタント - 荒川真、野貴葵、佐川正治
- 書道指導 - 江島史織
- 技術協力 - オムニバス・ジャパン
- 照明協力 - 東洋照明
- 美術協力 - 京映アーツ
- シリーズ企画プロデュース - 小池秀樹
- ラインプロデュース - 多治見薫
- ラインプロデューサー - 石田基紀（シネバザール）
- アシスタントプロデューサー - 辻聡子（シネバザール）
- プロデュース - 和田倉和利（シネバザール）
- 制作協力 - シネバザール

### 白い凶器
原作 - 「白い凶器」（『犯人のいない殺人の夜』収録）
キャスト
- 中町 由希子（「みかど出版」販売促進部OL） - 戸田恵梨香
- 田宮 准一（「神奈川県警横浜湾岸警察署」刑事課刑事） - ユースケ・サンタマリア
- 森田 寿（「みかど出版」販売促進部社員） - 平岡祐太
- 中町 伸治（洋一の弟で由希子の義弟・定時制高校3年生） - 千賀健永（Kis-My-Ft2）
- 中町 洋一（由希子の夫） - 大口兼悟
- 西岡 勝（田宮の部下） - 満島真之介
- 安部 孝三（「みかど出版」販売促進部部長） - 菅原大吉
- 佐野 行男（「みかど出版」販売促進部副部長） - 木下ほうか
- 女医（「池下レディースクリニック」女医） - 鷲尾真知子

スタッフ
- 脚本 - 川崎いづみ
- 演出 - 林徹
- スケジュール・演出補 - 湯浅真
- 音響効果 - 伊東晃
- 特殊効果 - 田村憲行
- VFX - 諸星勲、堀尾知徳
- 警察監修 - 倉科孝靖（チーム五社）
- 医事監修 - 藤間芳郎（藤間産婦人科医院院長）
- 擬斗 - 釼持誠
- 吹替 - 伊勢田隆弘
- シリーズ企画プロデュース - 小池秀樹
- ラインプロデュース - 多治見薫
- プロデュース - 石井浩二

### 小さな故意の物語
原作 - 「小さな故意の物語」（『犯人のいない殺人の夜』収録）
キャスト
- 中岡 良（「長野県立上田北高校」3年サッカー部） - 三浦春馬
- 佐伯 洋子（「上田北高校」3年サッカー部マネージャー） - 波瑠
- 行原 達也（「上田北高校」3年サッカー部キャプテン） - 大野拓朗
- 笠井 美代子（「上田北高校」2年美術部） - 三吉彩花
- 井本 五郎（良の担任教師） - 近藤公園
- 行原 江美子（達也の母親） - 神野三鈴

スタッフ
- 脚本 - 川崎いづみ
- 演出 - 並木道子
- 演出補 - 守下敏行
- 音響効果 - 松井謙典
- 特殊効果 - 田村憲行
- VFX - 諸星勲、堀尾知徳
- 擬斗 - 釼持誠
- 吹替 - 野貴葵
- ロケ協力 - 高萩フィルムコミッション、常陸太田フィルムコミッション
- シリーズ企画プロデュース - 小池秀樹
- ラインプロデュース - 多治見薫
- プロデュース - 石井浩二

### 結婚報告
原作 - 「結婚報告」（『怪しい人びと』収録）
キャスト
- 飯田 智美（派遣社員） - 広末涼子
- 山下 典子（智美の短大時代の友人） - 山口紗弥加
- 山下 昌章（典子の夫・「ヤガメ物流」営業部営業一課） - 大倉孝二
- 桜井 祐二（小学校教諭・山下夫妻が住んでいるアパートの隣人） - 平岳大
- 堀内 秋代（昌章の浮気相手） - 大塚千弘
- 島崎（橋本の部下） - 画大
- 橋本（「神奈川県警小田原南警察署」刑事課刑事） - きたろう
- 酒井（不動産屋） - 山本龍二

スタッフ
- 脚本 - 寺田敏雄
- 演出 - 村上正典（共同テレビ）
- 音響効果 - 上田恵理香
- 昆虫監修 - 小林弥吉
- シリーズ企画プロデュース - 小池秀樹
- ラインプロデュース - 多治見薫
- プロデュース補 - 廣岡美代、中村亮太
- プロデュース - 小椋久雄（共同テレビ）
- 制作協力 - 共同テレビ

### 二十年目の約束
原作 - 「二十年目の約束」（『あの頃の誰か』収録）
2012年2月に第二子を出産した篠原涼子のドラマ復帰作となる。
キャスト
- 山岡 亜沙子（イベント会社勤務） - 篠原涼子
- 村上 照彦（亜沙子の恋人・建築事務所勤務） - 田辺誠一（少年期：室井響）
- 清水 幸一（照彦の旧友・定食屋「天友」主人） - 音尾琢真（少年期：畠山紫音）
- 安藤 久美子（幸一の恋人） - 柴本幸
- 西野 晴美（20年前に殺された少女） - 甲斐恵美利
- 西野 すみ子（晴美の母親） - キムラ緑子
- 西野 行雄（晴美の父親） - 平泉成

スタッフ
- 脚本 - 川崎いづみ
- 演出 - 宮本理江子
- 演出補 - 村尾嘉昭
- 音響効果 - 伊東晃
- 特殊効果 - 田村憲行
- 医療監修 - 藤間芳郎（藤間産婦人科医院院長）
- シリーズ企画プロデュース - 小池秀樹
- ラインプロデュース - 多治見薫
- プロデュース補 - 阿部良太
- プロデュース - 石井浩二

### 再生魔術の女
原作 - 「再生魔術の女」（『あの頃の誰か』収録）
キャスト
- 中尾 章代（「中尾レディースクリニック」院長） - 鈴木京香
- 根岸 峰和（「根岸コーポレーション」専務） - 小澤征悦
- 神崎 弓子（画家・章代の妹） - 矢田亜希子
- 根岸 義政（峰和の養父・「根岸コーポレーション」社長） - 竜雷太
- 根岸 千鶴（峰和の妻・義政の娘） - 西田尚美
- 東根作寿英、中込佐知子、深沢エミ　ほか

スタッフ
- 脚本 - 篠崎絵里子
- 演出 - 河毛俊作
- 演出補 - 守下敏行
- ミュージックエディター - 小西善行
- 音響効果 - 伊東晃
- 特殊効果 - 田村憲行
- VFX - 諸星勲、堀尾知徳
- 擬斗 - 釼持誠
- 法医学監修 - 高木徹也（杏林大学医学部法医学教室准教授）
- 医事監修 - 藤間芳郎（藤間産婦人科医院院長）
- ラインプロデュース - 多治見薫
- プロデュース - 小池秀樹

## 放送日程
※本作のポスターなど、各作品にはそれぞれ漢字一文字が宛がわれている。
| 各話                                                      | 放送日         | サブタイトル         | 漢字 | 原作                     | 主演       | 脚本                       | 演出       | 視聴率 |
| --------------------------------------------------------- | -------------- | -------------------- | ---- | ------------------------ | ---------- | -------------------------- | ---------- | ------ |
| 第1話                                                     | 2012年 7月05日 | さよならコーチ       | 罠   | 『犯人のいない殺人の夜』 | 唐沢寿明   | 高橋幹子 坂口理子          | 河毛俊作   | 11.3%  |
| 第2話                                                     | 2012年 7月12日 | 犯人のいない殺人の夜 | 欺   | 『犯人のいない殺人の夜』 | 坂口憲二   | ひかわかよ                 | 澤田鎌作   | 07.8%  |
| 第3話                                                     | 2012年 7月19日 | エンドレス・ナイト   | 哀   | 『犯人のいない殺人の夜』 | 松下奈緒   | 田辺満                     | 河野圭太   | 08.8%  |
| 第4話                                                     | 2012年 7月26日 | レイコと玲子         | 心   | 『あの頃の誰か』         | 観月ありさ | 川村泰祐 山本健介          | 川村泰祐   | 07.8%  |
| 第5話                                                     | 2012年 8月02日 | 甘いはずなのに       | 過   | 『怪しい人びと』         | 反町隆史   | 坂口理子                   | 小林義則   | 09.1%  |
| 第6話                                                     | 2012年 8月16日 | シャレードがいっぱい | 謎   | 『あの頃の誰か』         | 長澤まさみ | 鎌田哲郎 山本健介 石井克人 | 石井克人   | 08.9%  |
| 第7話                                                     | 2012年 8月23日 | 白い凶器             | 悲   | 『犯人のいない殺人の夜』 | 戸田恵梨香 | 川崎いづみ                 | 林徹       | 07.9%  |
| 第8話                                                     | 2012年 8月30日 | 小さな故意の物語     | 噓   | 『犯人のいない殺人の夜』 | 三浦春馬   | 川崎いづみ                 | 並木道子   | 07.6%  |
| 第9話                                                     | 2012年 9月06日 | 結婚報告             | 疑   | 『怪しい人びと』         | 広末涼子   | 寺田敏雄                   | 村上正典   | 08.9%  |
| 第10話                                                    | 2012年 9月13日 | 二十年目の約束       | 誓   | 『あの頃の誰か』         | 篠原涼子   | 川崎いづみ                 | 宮本理江子 | 07.5%  |
| 最終話                                                    | 2012年 9月20日 | 再生魔術の女         | 罰   | 『あの頃の誰か』         | 鈴木京香   | 篠崎絵里子                 | 河毛俊作   | 06.2%  |
| 平均視聴率 8.4%（視聴率は関東地区・ビデオリサーチ社調べ） |                |                      |      |                          |            |                            |            |        |

- 第1話は22時 - 23時9分の15分拡大放送。
- 8月9日は2012年ロンドンオリンピック中継のため放送休止。
- 第8話は「FIFA U-20女子ワールドカップJAPAN2012準々決勝 日本×韓国」中継のため22時35分 - 23時29分に放送された。

## Blu-ray
- 東野圭吾ミステリーズ Blu-ray BOX（2012年12月19日発売、ポニーキャニオン）
  - 全11話／3枚組
  - 映像特典：ナビゲーションパート特別編集版、予告集
  - 封入特典：ブックレット、スペシャルポストカード